# Hodžar
Hodžar je priimek v Sloveniji, ki ga je po podatkih Statističnega urada Republike Slovenije na dan 1. januarja 2010 uporabljalo 43  oseb.  

## Znani slovenski nosilci priimka
- Anja Serec Hodžar, etnologinja, bibliotekarka
- Jakob Hodžar (1889–1961), odvetnik v Celju in politik (SLS)
- Slavko Hodžar (1923–2010), elektrotehnik, univ. profesor, rektor UL